# Titularbistum Turris in Mauretania
Turris in Mauretania (ital.: Torre di Mauritania) ist ein Titularbistum der römisch-katholischen Kirche, das auf einen erloschenen Bischofssitz in der römischen Provinz Mauretania Caesariensis im heutigen Algerien zurückgeht. 
| Titularbischöfe von Turris in Mauretania |                                                      |                                                      |                   |                   |
| Nr.                                      | Name                                                 | Amt                                                  | von               | bis               |
| 1                                        | Carlos Parteli Keller Titularerzbischof pro hac vice | Koadjutorerzbischof von Montevideo (Uruguay)         | 26. Februar 1966  | 17. November 1976 |
| 2                                        | Silvio Luoni Titularerzbischof pro hac vice          | Apostolischer Nuntius                                | 15. Mai 1978      | 11. April 1982    |
| 3                                        | Gian Vincenzo Moreni Titularerzbischof pro hac vice  | Apostolischer Nuntius                                | 29. April 1982    | 3. März 1999      |
| 4                                        | Gil Antônio Moreira                                  | Weihbischof in São Paulo (Bolivien)                  | 14. Juli 1999     | 7. Januar 2004    |
| 5                                        | Ernesto Mandara                                      | Weihbischof in Rom (Italien)                         | 2. April 2004     | 10. Juni 2011     |
| 6                                        | Alain de Raemy                                       | Weihbischof in Lausanne, Genf und Freiburg (Schweiz) | 30. November 2013 |                   |